# Amtsgericht Cloppenburg

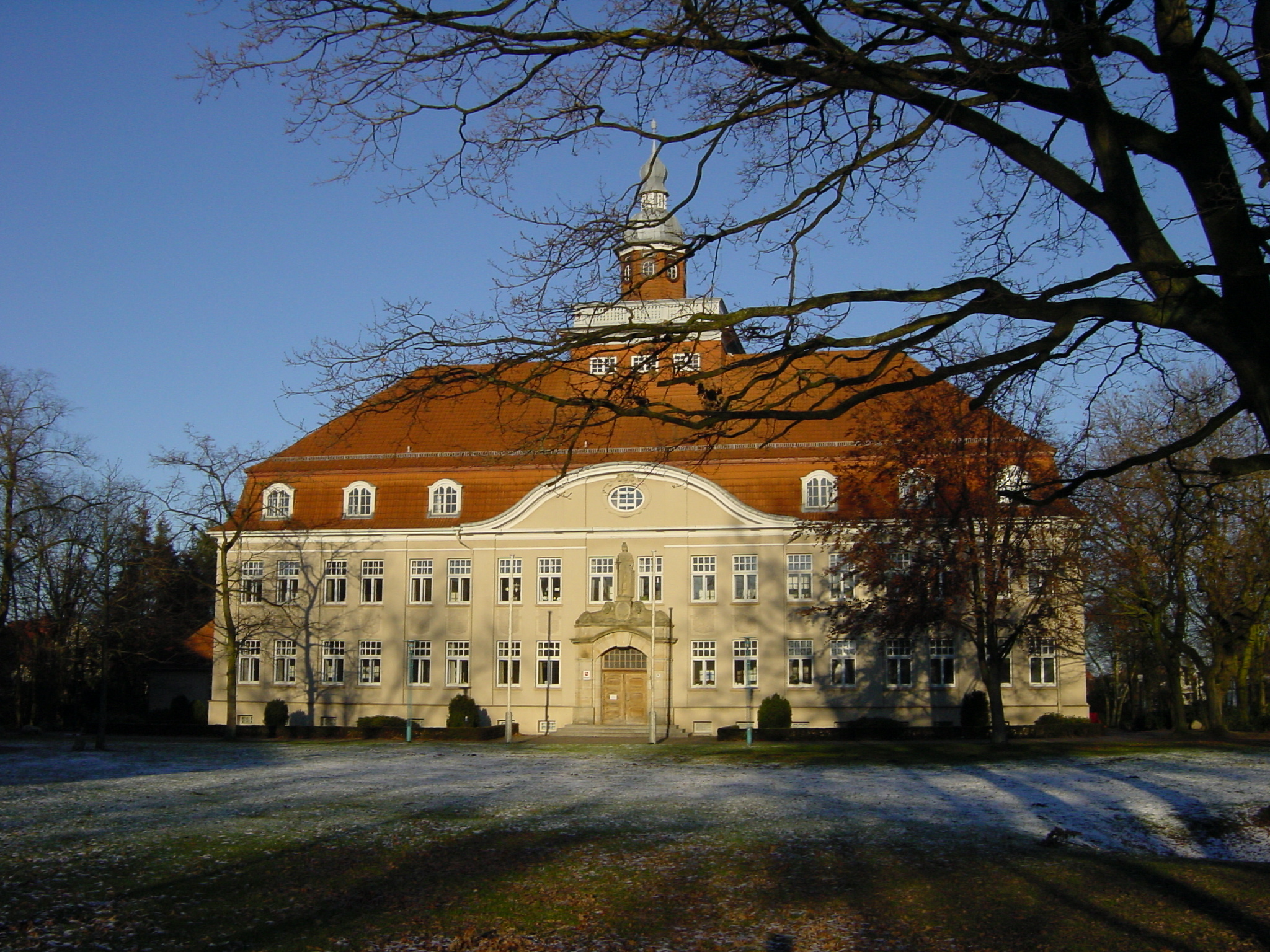
Amtsgericht Cloppenburg Gebäude 1.

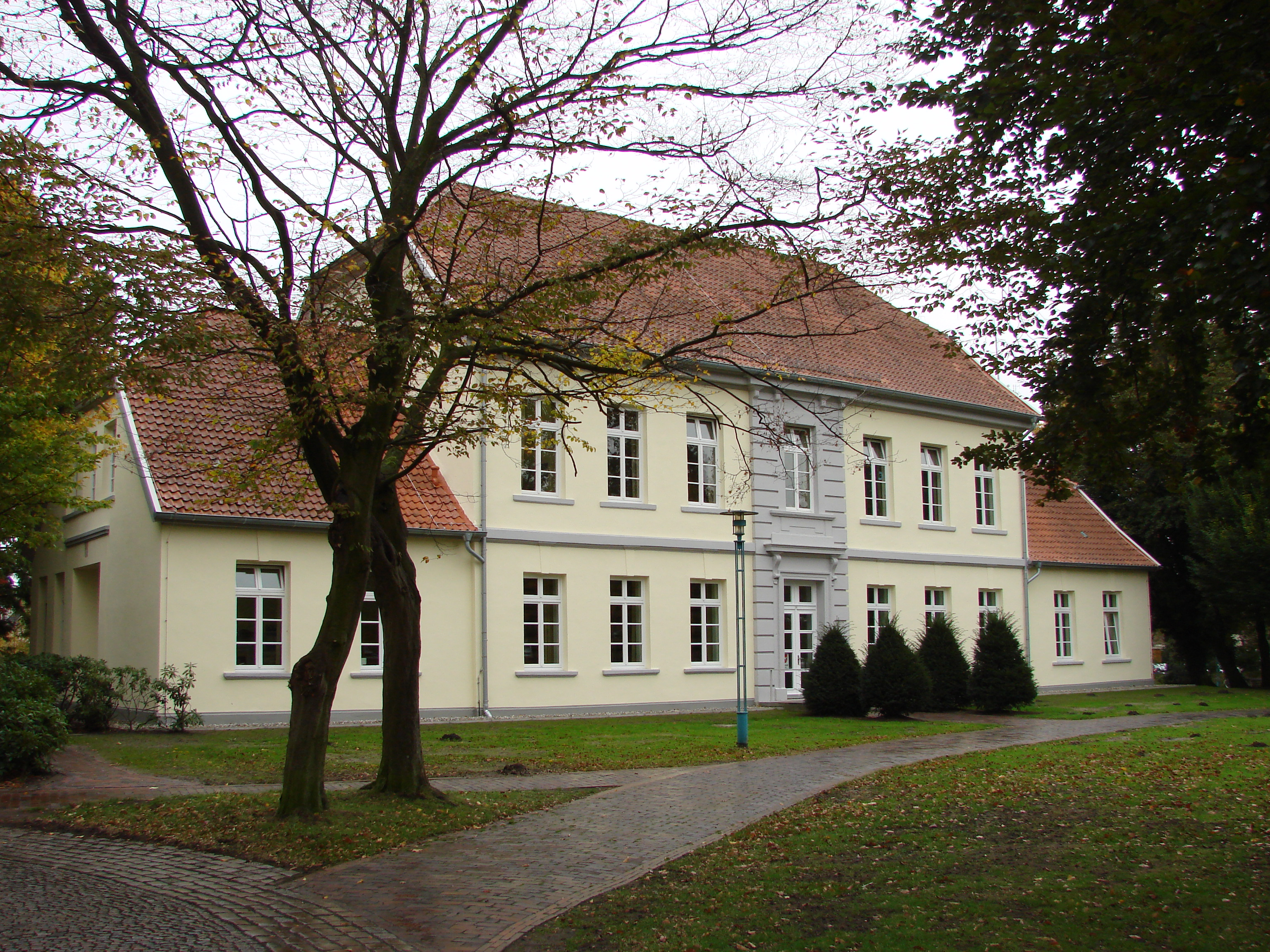
Amtsgericht Cloppenburg Gebäude 2.

Das Amtsgericht Cloppenburg  ist ein Gericht der ordentlichen Gerichtsbarkeit und eines von elf Amtsgerichten im Bezirk des Landgerichts Oldenburg.
Sitz des Gerichts ist Cloppenburg im Landkreis Cloppenburg in Niedersachsen, der Gerichtsbezirk umfasst den kompletten Landkreis. Dem Amtsgericht Cloppenburg übergeordnet ist das Landgericht Oldenburg, zuständiges Oberlandesgericht ist das Oberlandesgericht Oldenburg.

## Geschichte
Im Großherzogtum Oldenburg war das Amt Cloppenburg Eingangsgericht und dem Landgericht Cloppenburg nachgelagert. Mit dem Gerichtsverfassungsgesetz vom 29. August 1857 wurde das Gerichtswesen neu geordnet. Die Ämter blieben Eingangsinstanzen. Jedoch wurde Rechtsprechung und Verwaltung personell getrennt. In jedem Amt gab es neben dem Amtmann nun einen Justizamtmann, der ausschließlich für die Rechtsprechung in seinem Amt (es wurde daher auch von dem Amt als Amtsgericht gesprochen). Nun war das Obergericht Vechta die übergeordnete Instanz. Mit dem Inkrafttreten der Reichsjustizgesetze wurde die Gerichtsorganisation 1879 neu geordnet und das Amtsgericht Cloppenburg wurde gebildet.